# Romagnol (graveur)
César-Abraham Romagnoli ((it) Cesare Abramo Romagnoli) dit Romagnol (Milan, 1er août 1865 - Paris 6e, 7 novembre 1918) est un graveur, illustrateur et éditeur italien ayant exercé son activité en France. 

## Biographie
Né Cesare Abramo Romagnoli à Milan, fils de Carlo et Teresa Romagnoli, il fait ses débuts au Salon de Paris en 1890 en présentant une série de 24 gravures sur bois, sous le nom de « César Romagnol », résidant à Paris au 72 rue de Seine ; il obtient une mention honorable. Au Salon de 1895, il est dit élève des graveurs Giuseppe Centenari (Piacenza, 1869-1918) et Francesco Canedi (Milan, 1841-1910),.
Participant à l'exposition universelle de 1900 comme graveur, il est récompensé et nommé au titre étranger par le ministère des Affaires étrangères chevalier de la Légion d'honneur en janvier 1901.
Sous la marque commerciale la « Librairie de la Collection des Dix, A. Romagnol », située au 85 rue de Rennes, il fonde une maison d'édition et d'impression, produisant des ouvrages destinés aux bibliophiles,, et ayant entre autres pour clients la Maison Quantin ; on lui doit la gravure de la revue Le Monde moderne (1895).
En 1906, après concours, la Banque de France lui commande l'exécution de la gravure couleurs recto-verso du billet de 100 francs (1908). Cette commande du premier billet polychrome français, suscite une violente polémique, l'Institut monétaire ne travaillant d'habitude qu'avec des artistes français. Romagnol a traduit une composition de Luc-Olivier Merson sur laquelle la presse déverse quantités de reproches,,. La Banque fait de nouveau appel à Romagnol pour les billets de 5 francs, 10 francs, 20 francs et 50 francs, émis entre 1916 et 1927, d'après entre autres des compositions de Georges Duval. Certaines de ses matrices ont également servi au vignettes de la Banque d'Algérie,.
Romagnol meurt le 7 novembre 1918, « âgé de 53 ans » ; le 9, une cérémonie a lieu à l'église de Saint-Germain-des-Près (Paris 6e), puis il est inhumé au cimetière de Montrouge.

## Œuvre

### Librairie de la Collection des Dix

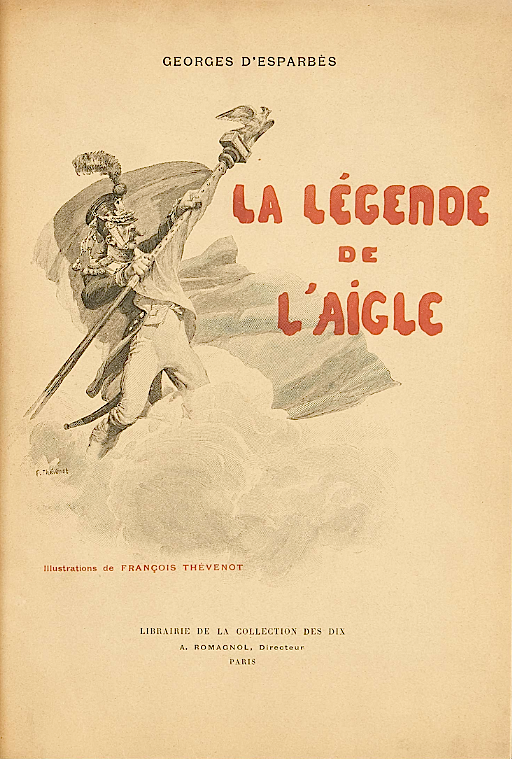
Couverte de La Légende de l'Aigle (1901), illustration de François Thévenot.

Marque rachetée en avril 1900 à Armand Magnier qui l'avait fondée en 1897,, les ouvrages de cette collection étaient tirés entre 200 et 300 exemplaires en moyenne ; ils sont très rares et d'une grande qualité. La maison a été continuée à la même adresse par la veuve de Romagnol jusque dans les années 1930, en association avec Angelo Ciavarri, né à Rome et ancien élève de Romagnol, directeur de la librairie d'art Lutetia, boulevard Raspail.
- Léon Hennique, La Mort du duc d'Enghein, illustré par Julien Le Blant, Armand Magnier, 1897.
- Edmond de Goncourt, La Fille d'Élisa, illustré par Pierre Georges Jeanniot, Armand Magnier, 1897.
- Alphonse Daudet, Sapho, illustré par Gorguet, Armand Magnier, 1897.
- Guy de Maupassant, Boule de Suif, dessin de François Thévenot gravés par Romagnol, Armand Magnier, 1897.
- Anatole France, Thaïs, compositions de Paul-Albert Laurens, gravures à l'eau-forte de Léon Boisson, 1900.
- Jean Richepin, Paysages et coins de rues, illustrations en couleurs, dessinées et gravées sur bois par Auguste Lepère ; préface de Georges Vicaire, 1900.
- Georges d'Esparbès, La Légende de l'Aigle, poème épique en vingt contes, illustré par François Thévenot, 1901.
- Émile Zola, L'Attaque du moulin, compositions de Paul-Émile Boutigny, gravures à l'eau-forte et en couleurs par Claude Faivre, 1901.
- Henry Murger, Scènes de la vie de bohème, compositions de Charles Léandre, 1902.
- Mayneville, Chronique du temps qui fut la Jacquerie, illustrations de Luc-Olivier Merson et Adolphe Cossard, gravées par Carlo Chessa, 1903.
- Anatole France, Le Lys rouge, compositions de Gorguet, 1903.
- Edmond de Goncourt, Les aventures du jeune baron de Knifausen, illustrations et gravures de Louis Morin, 1904.
- Théophile Gautier, Jettatura, compositions de François Courboin, 1904.
- Théophile Gautier, La Morte amoureuse, illustré par Paul-Albert Laurens, gravures d'Eugène Decisy, 1904.
- Gustave Geffroy, La Servante, illustrations de Géo Dupuis, 1905.
- Élémir Bourges,  L'Enfant qui revient, illustrations de Louis Malteste, 1905.
- Octave Mirbeau, Dans l'antichambre (histoire d'une minute), illustrations d'Edgar Chahine, 1905.
- Alfred de Musset, Rolla, compositions de Georges Desvallières, 1906.
- J.-H. Rosny, Bérénice de Judée, illustrations de Léonce de Joncières, 1906.
- Léon Hennique, Benjamin Rozes, illustrations et gravures de Miklós Vadász, 1906.
- Lucien Descaves, Flingot, compositions et gravures de Pierre Georges Jeanniot, 1907.
- Léon Hennique, Minnie Brandon, compositions de François Thévenot, 1907.
- Alphonse Daudet,  La Comtesse Irma, illustrations et gravures de Pierre Vidal, 1907.
- Leconte de Lisle, Les Érinyes. Tragédie Antique, compositions de František Kupka, 1908.
- Jules Renard, Ragotte, compositions de Malo-Renault, 1909.
- Marcel Prévost, Les demi-vierges, gravures d'Avy, 1909.
- Barbey d'Aurevilly, Les diaboliques, gravures d'Alméry Lobel-Riche, 1910.
- Gustave Coquiot, Poupées de Paris. Bibelots de luxe, gravures d'Alméry Lobel-Riche, 1912.
- Joris-Karl Huysmans, Sac au dos, illustrations de Gabriel Antoine Barlangue, 1913.

### Gravures de livres illustrés
- Gustave Toudouze, La Vengeance des Peaux-de-Bique, illustrations de Julien Le Blant, Hachette, 1896.
- Victor Tissot, Un lys dans la neige, dessins d'Oreste Cortazzo, gravures de Romagnol et Auguste Delâtre, Dentu, 1897.
- Cervantès, Le Captif, illustrations de Paul Leroy, Alphonse Lemerre, 1898.
- Paul Bourget, Trois petites filles, illustrations de Louis François Cabanes, A. Lemerre, 1899.
- Bernardin de Saint-Pierre, Paul et Virginie. La Chaumière indienne, illustrations de Paul Leroy, A. Lemerre, 1900.
- Alfred de Musset, Mimi Pinson. La mouche, illustrations de V. Bocchino, A. Lemerre, 1906.
- Alfred de Musset, Le Secret de Javotte. Histoire d'un merle blanc, illustrations de Bocchino, A. Lemerre, 1907.

### Autres ouvrages
- Poèmes Barbares, de Leconte de Lisle, 100 illustrations de Raphaël Freida, gravées par Edmond-Jules Pennequin, 1914.